# Burkard Firsching
Burkard Firsching (* 17. November 1958 in Ochsenfurt) ist ein deutscher Richter und Politiker (CDU).

## Leben
Firsching legte 1977 sein Abitur ab und studierte danach Rechtswissenschaften. 1983 legte er sein Erstes und 1986 sein Zweites Juristisches Staatsexamen ab. Von 1982 bis 1991 und 1994 war er Richter am Sozialgericht Speyer, bevor er von 1992 bis 1994 wissenschaftlicher Mitarbeiter der CDU-Landtagsfraktion war. 1995 wurde er zum Richter am Landessozialgericht Rheinland-Pfalz ernannt. 2004 wechselte er als Vizepräsident zurück zum Sozialgericht Speyer. 2019 wurde Firsching zum Vorsitzenden Richter am Landessozialgericht Rheinland-Pfalz ernannt. Er übernahm den Vorsitz des 2. Senats, der im Schwerpunkt über Streitigkeiten aus dem Bereich der Unfall- und Rentenversicherung sowie dem Bundeselterngeld- und Elternzeitgesetz entscheidet.

## Politik
Von 1976 bis 1977 war Firsching Kreisvorsitzender der Schüler-Union Frankenthal und von 1984 bis 1988 Kreisvorsitzender der Jungen Union Frankenthal. Ab 1989 war er Mitglied des Kreisvorstands der CDU Frankenthal. Er war von 1997 bis 1999 Landesvorsitzender des Arbeitskreises Christlich Demokratischer Juristen Rheinland-Pfalz. 1984 bis 2019 gehörte er dem Stadtrat von Frankenthal an.
1991 kandidierte er für den zwölften Landtag Rheinland-Pfalz. Am 30. März 1995 rückte er für Norbert Schüler in den Landtag nach, dem er bis zum Ende der Wahlperiode 1996 angehörte. Im Landtag war er Mitglied im Ausschuss für Frauenfragen und im Rechtsausschuss.
Daneben war er von 1999 bis 2009 Mitglied im Aufsichtsrat der Stadtwerke Frankenthal GmbH, der Baugesellschaft Frankenthal GmbH, Mitglied der Verbandsversammlung des Raumordnungsverbands Rhein-Neckar, der Regionalvertretung der Planungsgemeinschaft Rheinpfalz und deren ständigem Ausschuss Vorderpfalz, des Präsidialrats der Sozialgerichtsbarkeit Rheinland-Pfalz und dort 2009 Landesvorsitzender der Fachvereinigung der Berufsrichter. Er war ab 2007 Vorsitzender des Pfarrgemeinderats Eppstein/Flomersheim und Vorsitzender und Mitglied in weiteren Organisationen.

## Auszeichnungen
2019 erhielt Firsching die Freiherr-vom-Stein-Plakette des Landes Rheinland-Pfalz.